# 지세포항
지세포항은 경상남도 거제시 일운면 지세포리에 위치한 어항이다. 1971년 12월 21일 국가어항으로 지정되었다. 관리청은 해양수산부 동해어업관리단, 시설관리자는 거제시장이다.

## 연혁
- 지세포항은 멀리서 보면 군함의 형태를 닮은 항으로 평탄한 능선지대에 마을이 형성되어 있으며, 땅을 개간하여 과수원을 조성해 농업과 어업을 겸하고 있다.
- 거제도 남동 측에 위치한 지세포항은 항내 정온 수역이 넓어 기상 악화시 외래어선의 대피항 역할은 물론 운송기지 역할이 기대되는 항으로 1988년 기본시설에 대한 계획을 수립하면서 착공했다.[1]

## 어항구역
본 항의 어항구역은 다음과 같다.
- 수역[2]
  - 선창리 돌출부에서 동측 200m봉 해안 돌출부와 연결한 선을 따라 형성된 공유수면
- 육역[3]
  - 경상남도 거제시 일운면 지세포리298-1 외 23필지(상세내역은 생략)

## 어항정비계획
- 2009년 9월 14일 본 항에 대한 어항정비계획이 고시되었다.[4] 정비계획 물량은 다음과 같다.
  - 방사제 제외 120, 친수호안 1,045, 낚시테마공원 1식, 조경공 1식, 전기공 1식, 매립 및 부대공 1식

## 관광
- 온화한 기후와 깨끗한 공기, 칠백리 해안선이 만들어내는 광경은 거제를 복 받은 땅으로 만들기에 충분하다. 최근에는 원만한 파도와 바람에도 체험관광이 가능하다는 이유로 구조라항에서 처음 시작된 체험관광이 지세포항으로 옮겨져 꾸준한 인기를 모으고 있다. 지세포선창은 직접 체험을 통해 어부의 하루를 엿보는 체험어장을 비롯해서 반곡서원, 거제향교 등의 명소를 둘러볼 수 있는 종합관광어항이다.[1]